# Vaglia
Vaglia – miejscowość i gmina we Włoszech, w regionie Toskania, w prowincji Florencja.
Według danych na rok 2004 gminę zamieszkiwały 4854 osoby, 86,7 os./km².